# Budynek Dyrekcji Kolei Państwowych w Warszawie

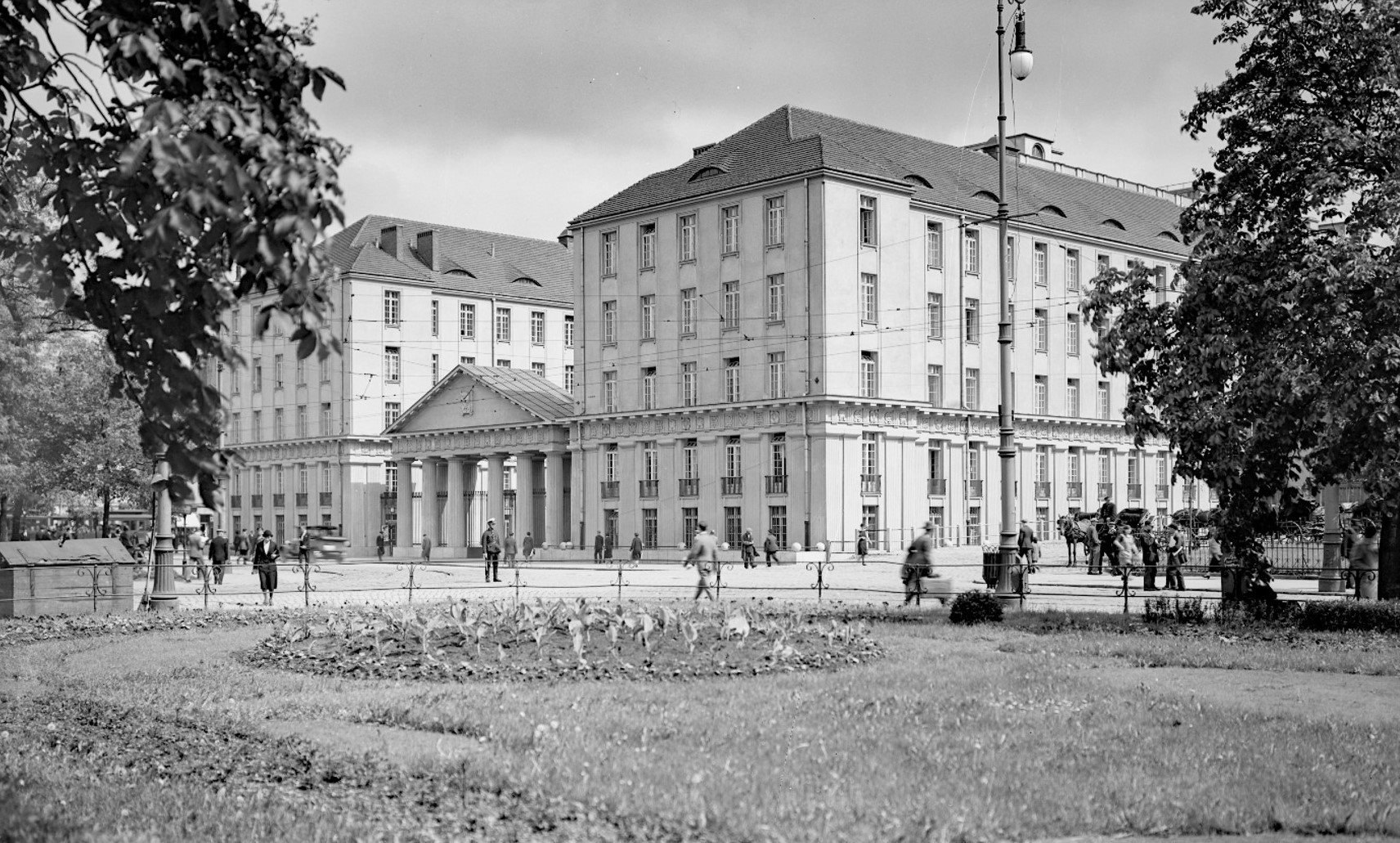
Budynek w 1932 roku

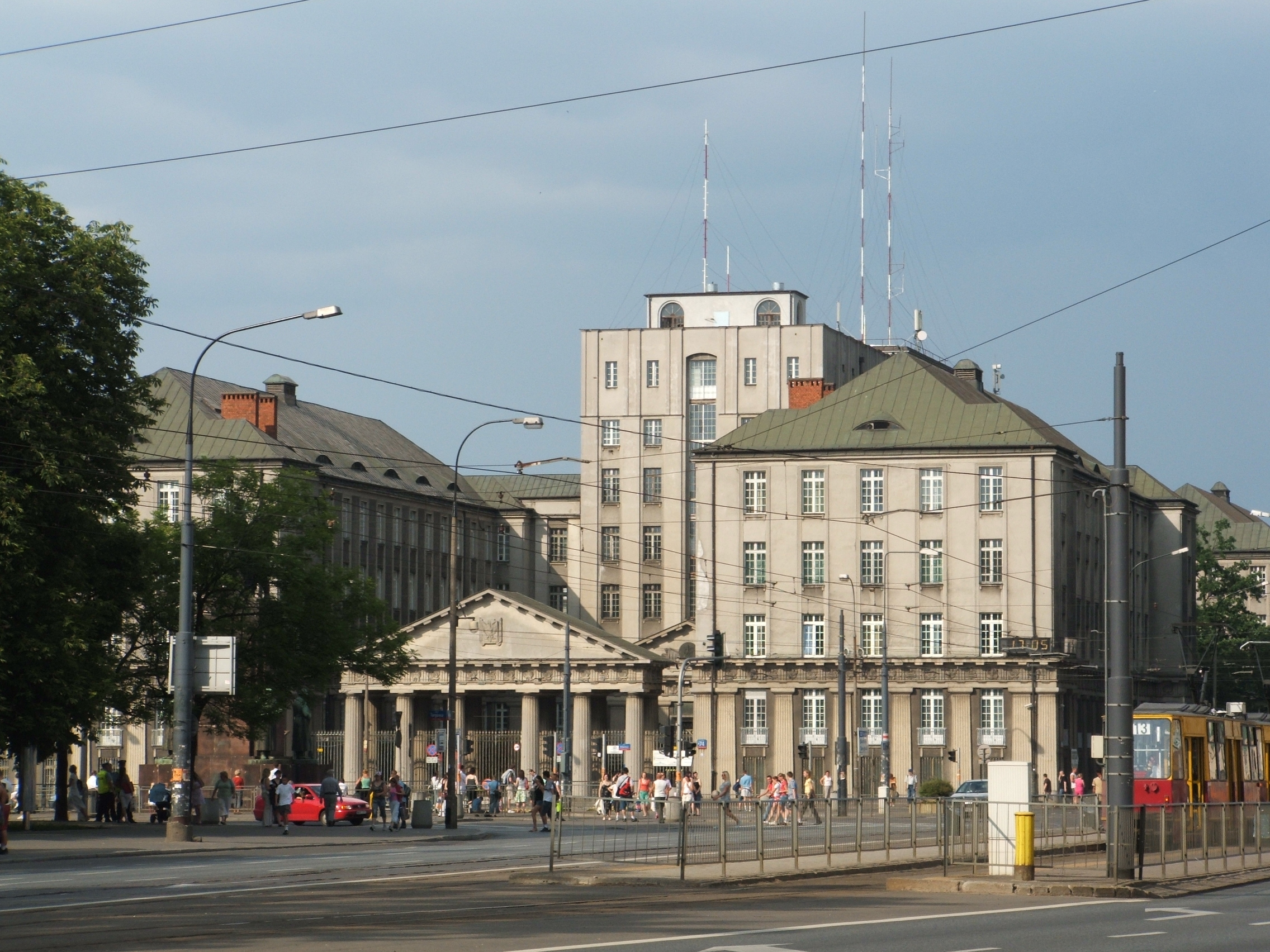
Front budynku od strony placu Wileńskiego (2007)

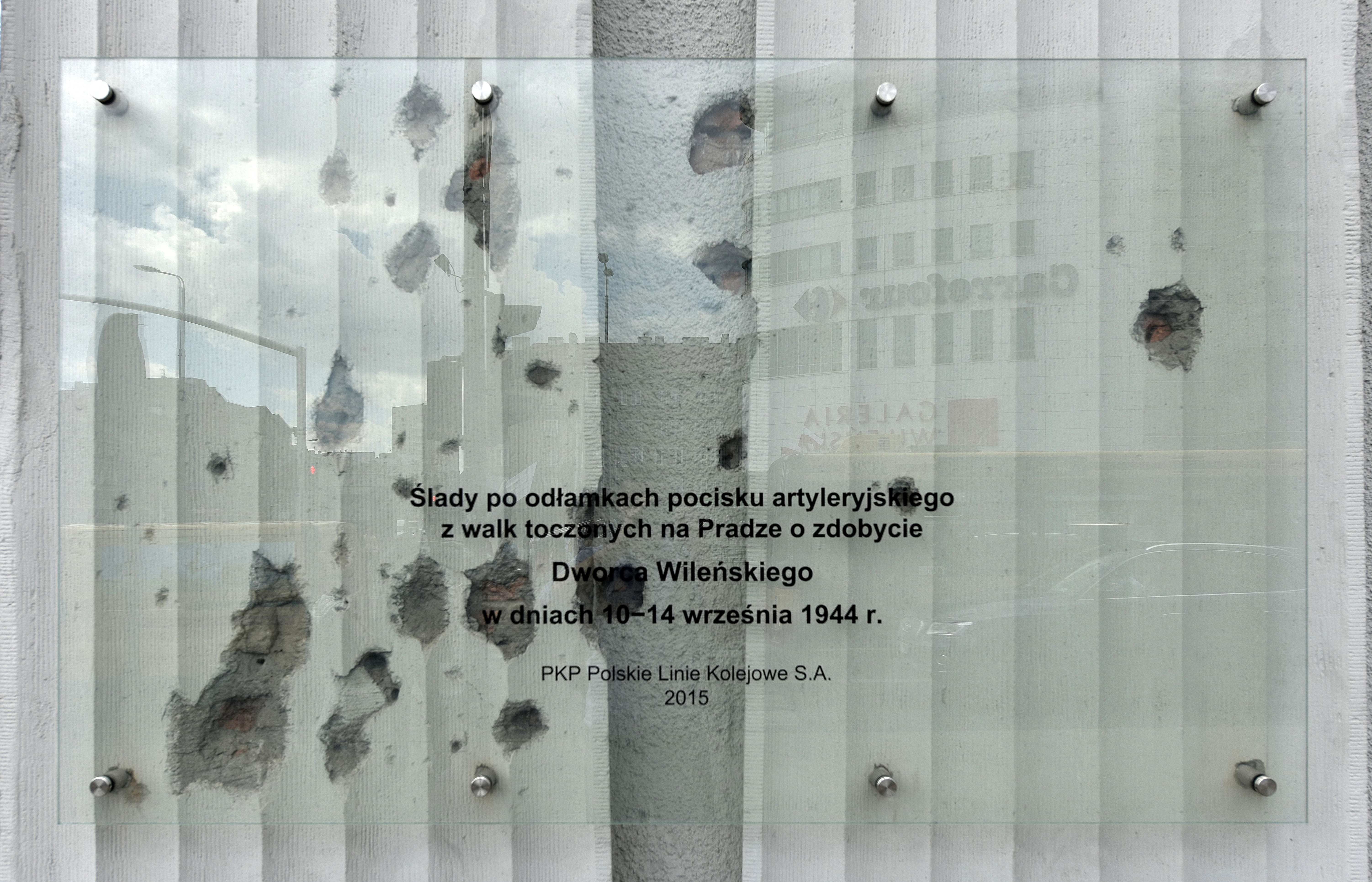
Tablica na fasadzie (od strony alei „Solidarności”) chroniąca ślady po pocisku artyleryjskim z okresu walk o Pragę we wrześniu 1944

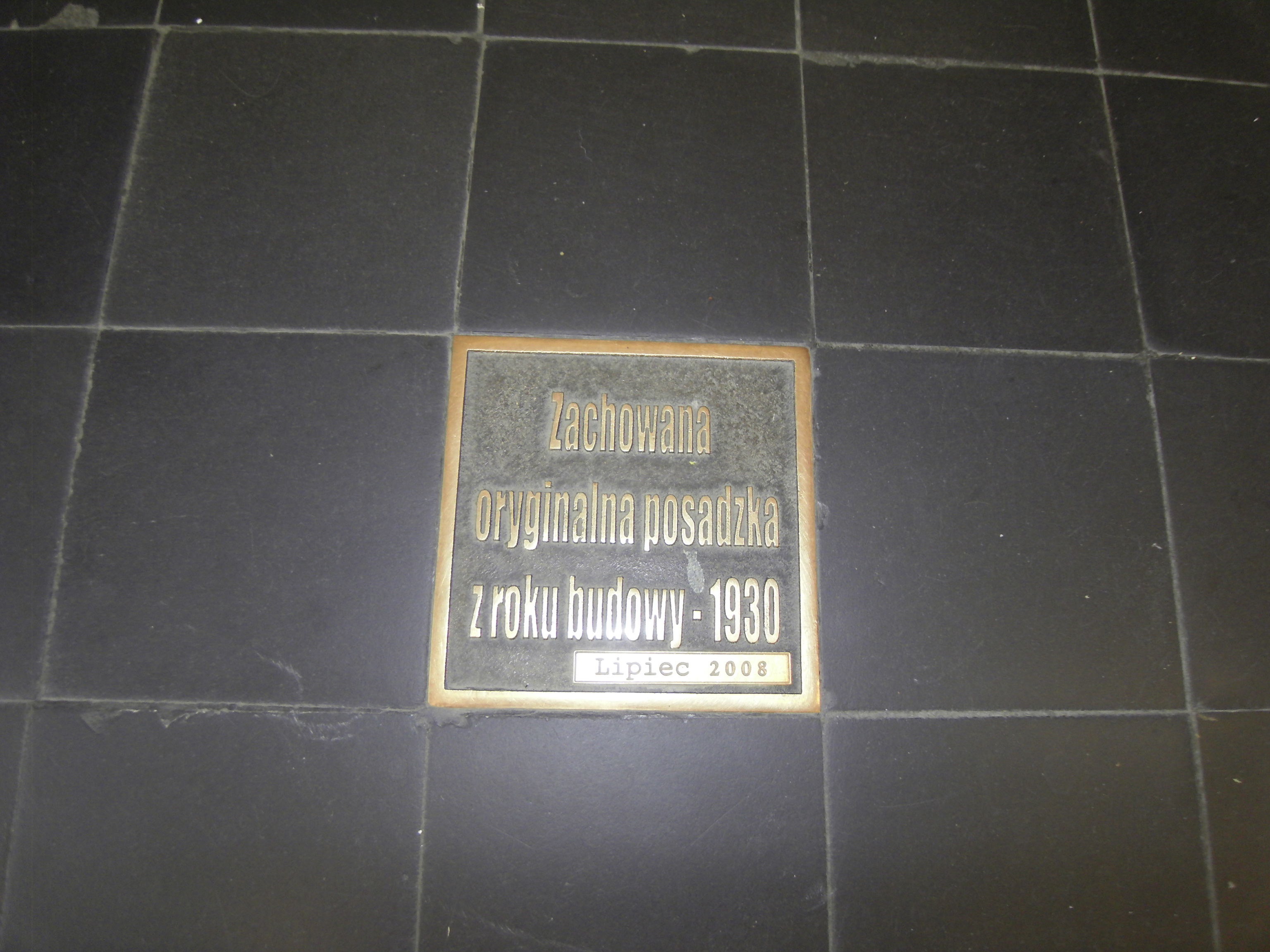
Zachowana posadzka z 1930 roku

Budynek Dyrekcji Kolei Państwowych – zespół trzech budynków (biurowca na planie litery H i dwóch budynków mieszkalnych), znajdujący się w Warszawie przy ul. Targowej 74, między ul. Wileńską i al. „Solidarności”. Siedziba spółki PKP Polskie Linie Kolejowe.

## Opis
Ideą budowy nowej siedziby DOKP była podnoszona od 1919 potrzeba skomasowania wszystkich jednostek organizacyjnych dyrekcji, dotychczas zlokalizowanych w różnych częściach miasta, w jednym miejscu. Decyzję przyśpieszyła realizacja linii średnicowej, która wymusiła zburzenie kilku budynków kolejowych.
Kompleks powstał w latach 1928–1931 według projektu Mariana Lalewicza, w stylu modernistycznym z pewnymi elementami klasycyzmu, przypominającego szereg monumentalnych gmachów sprzed rewolucji październikowej w Petersburgu. Powstał w miejscu Dworca Petersburskiego, który został spalony w 1915 przez opuszczających Warszawę Rosjan. 
Powołano odrębny urząd pod nazwą „Kierownictwo Budowy Gmachu Dyrekcji Kolei Państwowych w Warszawie”. Wykonawcą było Towarzystwo Akcyjne Zakładów Przemysłowych Budowlanych Fr. Martens i A. Daab. Wraz z głównym gmachem biurowym powstały także dwa domy mieszkalne we wschodniej części działki. Gmach główny był zwrócony frontem do ul. Wileńskiej i od strony tej ulicy umieszczono główne wejście. 
Po wyzwoleniu Pragi (15 września 1944) do końca września kompleks, który nie został zniszczony przez Niemców, stał się siedzibą nowo mianowanego prezydenta miasta Mariana Spychalskiego i władz miejskich. Z powodu silnego ostrzału artyleryjskiego z lewego brzegu Wisły w końcu września 1944 podjęto decyzję o ich przeniesieniu do budynku szkoły powszechnej przy ul. Otwockiej 3.
W 1987 roku zespół został wpisany do rejestru zabytków. 
Zachował się wolno stojący przy wejściu do budynku dorycki portyk w formie antycznej świątyni oraz interesujący wystrój niektórych wnętrz w stylu art déco, np. dwóch holi i wydzielonej części dla kierownictwa.

## Podmioty mające siedzibę w kompleksie budynków
- 1931−1939 – Dyrekcja (Okręgowa) Kolei Państwowych
- 1939 – Wojenna Dyrekcja Kolejowa[9]/Wojenna Dyrekcja Kolejowa „Warszawa”[10]
- 1939−1944 – m.in. jednostki Wehrmachtu[11], Komenda Dzielnicowa (Abschnittswache Praga (lub Ost)) Policji Porządkowej (Ordnungspolizei – Orpo)[12]
- 1944 – władze miejskie
- 1944−1945 – Miejski Urząd Bezpieczeństwa Publicznego, ul. Wileńska 2/4, pierwsza siedziba[13][14]
- 1944 – „Życie Warszawy”, pierwsza siedziba redakcji[15]
- 1945 – pierwsza siedziba w zdobytej przez Armię Czerwoną Warszawie centralnych władz państwowych (Krajowej Rady Narodowej oraz Rządu Tymczasowego Rzeczypospolitej Polskiej), a następnie przekształconego w Tymczasowy Rząd Jedności Narodowej, oraz wielu resortów, m.in. kultury i sztuki, oświaty, pracy i opieki społecznej, skarbu, spraw zagranicznych, żeglugi i handlu zagranicznego[16]
- 1945−1975 – Dyrekcja Okręgowa Kolei Państwowych
- od 1945 Sąd Wojskowy PKP[17]
- 1945 − Prokuratura Wojskowa PKP[18]
- 1945 – Biuro Kontroli[19], ul. Wileńska 2/4
- 1946−1950 - Ministerstwo Skarbu/Finansów[20][21]
- 1949? – Centralny Zarząd Przemysłu Motoryzacyjnego[22][23]
- 1949−1989 – Komitet PZPR Warszawskiego Węzła Kolejowego, ul. Wileńska 2/4; od 1973 jako Komitet Dzielnicowy PZPR Warszawskiego Węzła Kolejowego[24]
- 1964 – Centrala Eksportu i Importu Taboru Kolejowego i Urządzeń dla Kolejnictwa
- 1975−1998 – Centralna Dyrekcja Okręgowa Kolei Państwowych
- 1998−2001 – Sektor Infrastruktury Kolejowej PKP
- 1998−2001 – Dyrekcja Okręgu Infrastruktury Kolejowej
- od 2001 – Centrala spółki PKP Polskie Linie Kolejowe S.A.
- od 2002 – Oddział Regionalny PKP Polskie Linie Kolejowe S.A.

## Siedziba 9 central kolejowych związków zawodowych
Obiekt stanowi część kompleksu budynków DKP, z wjazdem od ul. Wileńskiej 2/4, wejściem również od al. „Solidarności”. Wybudowany jako budynek mieszkalny. W 1944 w budynku mieściła się pierwsza siedziba Miejskiego Urzędu Bezpieczeństwa Publicznego w Warszawie, następnie przez wiele lat Oddziału Mostowego PKP. Obecnie mieszczą się w nim:
- Sekcja Krajowa Kolejarzy NSZZ „Solidarność”
- Związek Zawodowy Dyżurnych Ruchu PKP
- Federacja Związków Zawodowych Pracowników Automatyki i Telekomunikacji PKP
- Związek Zawodowy Pracowników Warsztatowych
- Krajowy Sekretariat Kolejarzy NSZZ „Solidarność 80”
- Ogólnopolski Związek Zawodowy Straży Ochrony Kolei
- Związek Zawodowy Drużyn Konduktorskich w RP
- Związek Zawodowy Dyspozytorów PKP
- Autonomiczny Ogólnopolski Związek Zawodowy Pracowników Zatrudnionych u Pracodawców Spółek Grupy PKP S.A.

## Budynek mieszkalny (od strony al. „Solidarności”)
Wybudowany jako budynek mieszkalny, do wybuchu II wojny światowej użytkowany przez pracowników Ministerstwa Kolei Żelaznych, i obecnie spełniający funkcje mieszkalne. W międzyczasie mieściło się w nim Biuro Kontroli (1945)

## Inne informacje
- W dniu wybuchu powstania warszawskiego 1 sierpnia 1944 przez kilka godzin budynek był we władaniu żołnierzy oddziału batalionu por. „Bolka” Obwodu Praskiego AK[26].
- W 1945 (od 9 lutego 1945) rozlokowane w kompleksie b. dyrekcji kolejowej centralne władze państwowe ochraniał 2 Batalion Strzelecki 2 Pułku Pogranicznego 64 Dywizji Wojsk Wewnętrznych NKWD[27].
- Ten sam batalion ochraniał też położoną vis-à-vis dyrekcji, przy ul. Wileńskiej 13, siedzibę Ambasady ZSRR (1945-1946).
- W mającym swą siedzibę w budynku Miejskiego Urzędu Bezpieczeństwa Publicznego znajdował się też w piwnicy areszt (1944-1945), wcześniej używany przez policję niemiecką i NKWD; zachował się do dziś.
- W 1945 gmach w którym odbywały się sesje K.R.N. zamierzał wysadzić WiN, lub wytruć w stołówce członków Rządu[28].
- W kompleksie dyrekcji swoją siedzibę miało też szefostwo przewozów Północnej Grupy Wojsk Armii Radzieckiej; personel kwaterował nieopodal w budynku przy ul. Targowej 75, róg ul. Wileńskiej. Przy ul. Targowej 76 urzędował przedstawiciel Kolei Radzieckich (1950)[29].
- W latach 50. XX w. na budynku stały nadajniki zagłuszające fale krótkie[30].
- Pod budynkiem gospodarczym znajduje się poniemiecki schron przeciwlotniczy o długości około 30 m, podobny (widoczny) znajduje 100 m dalej przy Al.Solidarności pomiędzy budynkami ul.Wileńska 6 /Wileńska 6a.

### W filmie (m.in.)
- Andrzej Titkow – serial TVP Układ Krążenia (1977)
- Andrzej Trzos-Rastawiecki – film Gdziekolwiek jesteś panie prezydencie (1978)
- Ewa Petelska/Czesław Petelski – film Urodziny młodego warszawiaka (1980)
- Stanisław Bareja – film Miś (1980)
- Bohdan Poręba – film Polonia Restituta (1981)
- Jerzy Skolimowski – film Fucha (1981)
- Juliusz Machulski – film Kiler (1997)
- Juliusz Machulski – film Kilerów dwóch (1998)
- Andrzej Wajda – spektakl TV Bigda idzie (1999)
- Jerzy Stuhr – film Tydzień z życia mężczyzny (1999)
- Roman Polański – film Pianista (2001)
- Michał Kwieciński – serial TVP2 Czas honoru (2009-2011)
- Robert Gliński – film Kamienie na szaniec (2013)
- Bogusław Wołoszański – serial dok. Sensacje XX wieku